# Стрихарский, Андрей Петрович
Андрей Петрович Стрихарский (укр. Андрій Петрович Стріхарський; род. 4 августа 1981, Александрия, Кировоградская область) — украинский политик, народный депутат Украины 9-го созыва с 29 августа 2019 года, до июня 2019 года — председатель наблюдательного совета девелоперской компании Status Group.
Председатель подкомитета по вопросам защиты инвестиций в объекты строительства Комитета Верховной Рады Украины по вопросам организации государственной власти, местного самоуправления, регионального развития и градостроительства.
Член Временной следственной комиссии Верховной Рады Украины по вопросам расследования фактов коррупции в органах государственного архитектурно-строительного контроля и надзора.

## Биография
Закончил Киевский национальный университет строительства и архитектуры (специальность «Промышленное и гражданское строительство»).
С 2005 до июля 2019 года — председатель наблюдательного совета девелоперской компании «Status Group». Компания занимается строительством жилой и коммерческой недвижимости.
16 июля 2014 года получил сертификат инженера-проектировщика по специализации «Сметное дело» в реестре аттестованных лиц Украины. 
Народный депутат Украины от партии «Слуга народа» на парламентских выборах в 2019 году (избирательный округ № 196, Городищенский, Катеринопольский, Корсунь-Шевченковский, Шполянский районы, часть Каневского, часть Лисянского, часть Тальновского районов).
Член Комитета Верховной Рады по вопросам организации государственной власти, местного самоуправления, регионального развития и градостроительства.
В 2019 году подавался на присвоение звания заслуженного строителя Украины.
Один из соавторов закона Украины об обязательных бомбоубежища в новостройках (№ 2486-IX).
С начала полномасштабного вторжения РФ в Украине, активно оказывает гуманитарную помощь жителям Черкасской области, деоккупированных территорий Херсонской области.  
Проживает в городе Киев.
Сын — Артём Андреевич Стрихарский (род. 23 июля 2009 года)